# 미스 유니버스 2015
제65회 미스 유니버스 2015 대회는 2015년 12월 20일에 미국의 라스베가스에서 열렸으며, PH 라이브 AXIS에서 개최하였다. 참가국은 80개국이며 1990년 대회 방식이었던 Top3 결승자 제도를 25년 만에 도입을 하였다. 최초로 NBC 방송사에서 FOX 방송사로 이전하여 처음 진행하였고 스티븐 하비가 사회자가 우승자가 잘못 나왔던 사건을 일으켜 사과한다는 인터뷰를 밝히게 되어 지난 대회 우승자인 파울리나 베가가 새로운 우승자이자 독일계 필리핀인인 피아 워츠바흐에게 물려주었다. 필리핀은 1969년 첫 우승 이후 3번째로 미스 유니버스 우승 기록을 수립했다.

## 결과

### 최종 결과
| 득점결과           | 참가자 |
| ------------------ | --- |
| 미스 유니버스 2015 | - 필리핀 – 피아 워츠바흐 |
| 2위                | - 콜롬비아 – 아리아드나 구티아레즈 |
| 3위                | - 미국 – 올리비아 조던 |
| Top 5              | - 오스트레일리아 – 모니카 라둘로비치 - 프랑스 – 플로라 코쿼랄                                                                                                |
| Top 10             | - 퀴라소 – 카니사 술리우스 - 도미니카 공화국 - 클라리사 몰리나 - 일본 – 아리아나 미야모토 - 태국 – 아니니폰 차렘부라나웡 - 베네수엘라 – 마리아나 히메네스    |
| Top 15             | - 브라질 - 마르티나 브렌딧 - 벨기에 - 아넬리스 퇴뢰시 - 멕시코 – 웬돌리 에스파자 - 인도네시아 – 아닌다야 쿠수마 푸트리 - 남아프리카 공화국 – 르피웨 미티움예 |

### 특별상
우정상 앙골라 - 위트니 시콩구
포토제닉 뉴질랜드 - 사만다 맥클러그
전통의상 태국 - 애니폰 차렘부라나윙

## 대회 정보

### 배경 음악
오프닝
수영복 심사Charlie puth
이브닝 가운 심사The Band perry
마지막 심사 ː Seal

### 심사위원

#### 예선
- 에리카 알비스 - 글로벌 패션 IMG
- 에린 브래디 - 미스 USA 2013
- 줄리오 카로 - 탤레비전 프로듀셔 탈랜트 매니저
- 케이코 우라구치 - 감독 디지털 WMEIMG 인터내셔널 그룹
- 지미 능우옌- 베트남계 미국인 사업가
- 코린 니콜라스 - 패션 디자인 팀장
- 작 소레프 - 엔터테인먼트 전문가

#### 본 선
- 올리비아 컬포 - 미스 유니버스 2012
- 페레즈 힐튼 - 미국 탈랜트 엔터테이먼트 연예인
- 에밋 스미스 - 미국 사업가 및 전 프로축구선수
- 니시 네시 - 미국 영화배우

## 같이 보기
- 미스 유니버스
- 미스 USA
- 미스 월드
- 미스터 월드